# Dryadorchis huliorum
Dryadorchis huliorum là một loài thực vật có hoa trong họ Lan. Loài này được (Schuit.) Christenson & Schuit. mô tả khoa học đầu tiên năm 1995.